# Peggy-und-Richard-Musgrave-Preis
Der Peggy-und-Richard-Musgrave-Preis (englisch Peggy and Richard Musgrave Prize) ist eine Auszeichnung, die in jährlichem Turnus für herausragende Kongressbeiträge junger Wissenschaftler durch das in München ansässige International Institute of Public Finance (IIPF) vergeben wird.
Der Preis wird seit 2003 in Erinnerung an die britisch-US-amerikanische Finanzwissenschaftlerin Peggy Brewer Musgrave (1924–2017) und den deutsch-US-amerikanischen Ökonomen Richard Abel-Musgrave (1910–2007) verliehen.

## Preisträger
| Jahr | Preisträger                                                           | Titel der Arbeit |
| ---- | --------------------------------------------------------------------- | --- |
| 2024 | David Leite                                                           | The Firm as Tax Shelter: Micro Evidence and Aggregate Implications of Consumption Through the Firm                             |
| 2023 | Augustin Bergeron, Elie Kabue Ngindu, Gabriel Tourek, Jonathan Weigel | Informal Elites as Local Bureaucrats: How Working as a Tax Collector Improves the Performance of City Chiefs in the D.R. Congo |
| 2022 | Carla Moreno                                                          | The Impact Of Pension Systems In Labor Markets With Informality                                                                |
| 2021 | Daniel Garrett, Eric Ohrn, Juan Carlos Suarez Serrato                 | Effects of International Tax Provision on Domestic Labor Markets                                                               |
| 2020 | Jósef Sigurðsson                                                      | Labor Supply Responses and Adjustment Frictions: A Tax-Free Year in Iceland                                                    |
| 2019 | Jonas Löbbing                                                         | Redistributive Income Taxation with Directed Technical Change                                                                  |
| 2018 | Olle Folke, Johanna Rickne                                            | All the Single Ladies: Job Promotions and the Durability of Marriage                                                           |
| 2017 | Tuomas Kosonen, Tuomas Matikka                                        | Discrete Earnings and Optimization Errors: Evidence from Student’s Responses to Local Tax Incentives                           |
| 2016 | Alisa Tazhitdinova                                                    | Adjust me if I can't: The Effect of Firm Incentives on Labor Supply Responses to Taxes                                         |
| 2015 | Joana Naritomi                                                        | Consumers as tax auditors |
| 2014 | Christoph Basten, Maximilian von Ehrlich, Andrea Lassmann             | Income Taxes and the Costs of Housing in the Presence of Sorting                                                               |
| 2013 | Andreas Bernecker                                                     | Divided We Reform? Evidence from US Welfare Policies                                                                           |
| 2012 | David Albouy                                                          | Evaluating the Efficiency and Equity of Federal Fiscal Equalization                                                            |
| 2011 | David R. Agrawal                                                      | The Tax Gradient: Do Local Sales Taxes Reduce Tax Differentials at State Borders?                                              |
| 2010 | Niels Johannesen                                                      | Tax Evasion and Swiss Bank Deposits                                                                                            |
| 2009 | Christian Leßmann, Gunther Markwardt                                  | Aid, Growth and Devolution |
| 2008 | Michael Elinder, Henrik Jordahl, Panu Poutvaara                       | Selfish and Prospective: Theory and Evidence of Pocketbook Voting                                                              |
| 2007 | Ruud A. de Mooij, Gaëtan Nicodème                                     | Corporate Tax Policy and Incorporation in the EU                                                                               |
| 2006 | Johannes Rincke                                                       | Yardstick Competition and Public Sector Innovation                                                                             |
| 2005 | Arnaud Dellis, Michael Evers                                          | Blame-Game Politics in a Coalition Government (Dellis); Federal Fiscal Transfers in Monetary Unions: NOEM Approach (Evers)     |
| 2004 | Matz Dahlberg, Karin Edmark                                           | Is There a "Race-to-the-Bottom" in the Setting of Welfare Benefit Levels? Evidence from a Policy Intervention                  |
| 2003 | Wojciech Kopczuk                                                      | Tax Bases, Tax Rates and the Elasticity of Reported Income                                                                     |